# Marajá do Sena
Marajá do Sena – miasto i gmina w Brazylii, w Regionie Północno-Wschodnim, w stanie Maranhão.  
Ma powierzchnię 1447,67 km². Według danych ze spisu ludności w 2010 roku gmina liczyła 8051 mieszkańców, a gęstość zaludnienia wynosiła 5,56 osób/km². Dane szacunkowe z 2019 roku podają liczbę 7792 mieszkańców. 
Marajá do Sena graniczy od północy z gminą Paulo Ramos, od wschodu z Lagoa Grande do Maranhão, od zachodu z Santa Luzia, a od południa z Grajaú.
W 2017 roku produkt krajowy brutto per capita wyniósł 6655,56 reali brazylijskich.
Gminę utworzono w 1994 roku, wcześniej tereny te administracyjnie były przynależne do gminy Paulo Ramos.